# Ripartitella
Ripartitella là một chi nấm trong họ Agaricaceae. Chi này được miêu tả lần đầu tiên bởi Rolf Singer vào năm 1947.